# The Perishers Live
The Perishers Live è un album live dei The Perishers, pubblicato nel 2005.

## Tracce
1. 'All Wrong – 3:24
2. Weekends – 4:43
3. Going Out – 3:29
4. Still Here – 3:21
5. Nothing Like You and I – 3:29
6. Sway – 4:11
7. Pills (feat. Sarah McLachlan) – 3:56
8. Trouble Sleeping – 4:45